# Anna Hahn (Schachspielerin)
Anna Hahn (geboren als Anna Khan, lettisch Anna Hāna; * 21. Juni 1976 in Riga) ist eine lettisch-US-amerikanische Schachspielerin indischer Herkunft. Sie gewann die Fraueneinzelmeisterschaften von Lettland und den Vereinigten Staaten.

## Leben
1993 zog sie mit ihrer Familie nach Brooklyn und besuchte dort die Murrow High School. Ihre Großmutter ließ den Familiennamen von Khan zu Hahn ändern, da dies in den U.S.A. leichter auszusprechen sei. Sie studierte an der University of Pennsylvania Wirtschaftsinformatik und arbeitete im Anschluss als Programmiererin bei der Investmentbank Goldman Sachs, während sie gleichzeitig Computational Finance am New Yorker Campus der Carnegie Mellon University studierte. Sie arbeitet inzwischen (Stand: 2012) für D. E. Shaw in New York City. Im Jahr 2005 gehörte sie dem Vorstand der Association of Chess Professionals (ACP) an.

## Erfolge
1992 gewann sie in Riga die lettische Einzelmeisterschaft der Frauen. Hahn nahm an zwei Schacholympiaden der Frauen teil: 1992 in Manila war sie Reservespielerin für Lettland, 2000 in Istanbul spielte sie für die Vereinigten Staaten am zweiten Brett. Bei der Frauenweltmeisterschaft 2000 in Neu-Delhi besiegte sie in der ersten Runde Nino Churzidse mit 2:0, schied jedoch in der zweiten Runde gegen Xu Yuhua mit 0,5:1,5 aus. 2003 gewann sie in Seattle die US-Einzelmeisterschaft der Frauen in einem Schnellschach-Entscheidungskampf gegen Jennifer Shahade und Irina Krush, nachdem alle drei nach neun Runden punktgleich waren. Bei der Frauenweltmeisterschaft 2004 in Elista schied sie in der ersten Runde gegen Pia Cramling mit 0,5:1,5 aus.
Hahn trägt seit 1995 den Titel Internationaler Meister der Frauen (WIM). Sie wird bei der FIDE als inaktiv geführt, da sie seit der US-Meisterschaft im November 2004 in La Jolla keine gewertete Partie mehr gespielt hat.